# Eetu Muinonen
Eetu Antti Akseli Muinonen (Mikkeli, 5 aprile 1986) è un ex calciatore finlandese, di ruolo centrocampista.

## Carriera

### Club

#### RoPS
Il 1º aprile 2011, il RoPS ha annunciato d'aver ingaggiato Muinonen, che si è legato al nuovo club con un contratto annuale. Ha debuttato in squadra il 6 maggio, schierato titolare nella vittoria per 1-0 sullo Jaro. Il 19 maggio ha realizzato la prima rete, sul campo della sua ex squadra del MyPa: il RoPS ha vinto la partita per 0-4. A fine stagione la sua squadra è retrocessa nella Ykkönen.
Contemporaneamente, il contratto di Muinonen è giunto alla scadenza: il giocatore, alle prese con un infortunio, si è ritrovato così svincolato. Il 17 luglio 2012, ha trovato un nuovo accordo con il RoPS, facendo così ritorno in squadra. Ha lasciato nuovamente il club a fine anno.

#### Haka
Il 24 aprile 2013, ha firmato un contratto annuale con l'Haka, formazione di Ykkönen. Ha esordito con questa maglia il 29 aprile 2013, subentrando a Juha Pirinen nella vittoria per 3-0 sull'AC Oulu. Il 18 luglio successivo ha realizzato la prima rete in campionato, nel successo per 2-0 sullo JIPPO. Ha chiuso la stagione con 26 presenze e 2 reti.
Il 29 ottobre 2013, ha rinnovato il contratto che lo legava all'Haka per un'ulteriore stagione. Nella seconda annata in forza al club, ha disputato 27 incontri e 3 reti.

#### Fram Larvik
Il 13 febbraio 2015, Muinonen ha firmato un contratto biennale con i norvegesi del Fram Larvik. Ha esordito nella 2. divisjon in data 18 aprile, schierato titolare nella sconfitta interna per 0-1 contro il Moss. Il 18 luglio successivo ha segnato la prima rete, nella vittoria per 3-2 sull'Alta. Rimasto in squadra fino al mese di agosto, ha totalizzato 17 presenze e una rete tra campionato e coppa.

#### KTP
Ad agosto 2015 è tornato in Finlandia, per giocare nel KTP. Il 10 settembre è tornato allora a calcare i campi della Veikkausliiga, quando è subentrato a Sasha Anttilainen nella sconfitta per 3-2 sul campo del Lahti.

## Statistiche

### Presenze e reti nei club
Statistiche aggiornate al 18 febbraio 2016.
| Stagione             | Club                 | Campionato           | Campionato | Campionato | Coppe nazionali | Coppe nazionali | Coppe nazionali | Coppe continentali | Coppe continentali | Coppe continentali | Supercoppe | Supercoppe | Supercoppe | Totale | Totale |
| Stagione             | Club                 | Comp                 | Pres       | Reti       | Comp            | Pres            | Reti            | Comp               | Pres               | Reti               | Comp       | Pres       | Reti       | Pres   | Reti   |
| -------------------- | -------------------- | -------------------- | ---------- | ---------- | --------------- | --------------- | --------------- | ------------------ | ------------------ | ------------------ | ---------- | ---------- | ---------- | ------ | ------ |
| 2002                 | MP                   | K                    | 9          | 1          | CF+CdL          | ?               | ?               | -                  | -                  | -                  | -          | -          | -          | 9+     | 1+     |
| 2003                 | MyPa                 | VL                   | 8          | 0          | CF+CdL          | ?               | ?               | -                  | -                  | -                  | -          | -          | -          | 8+     | 0+     |
| 2004                 | Rakuunat             | Y                    | 5          | 0          | CF+CdL          | ?               | ?               | -                  | -                  | -                  | -          | -          | -          | 5+     | 0+     |
| 2004                 | MyPa                 | VL                   | 11         | 0          | CF+CdL          | ?               | ?               | -                  | -                  | -                  | -          | -          | -          | 11+    | 0+     |
| 2005                 | MyPa                 | VL                   | 24         | 3          | CF+CdL          | ?               | ?               | CU                 | 4                  | ?                  | -          | -          | -          | 28+    | 3+     |
| 2006                 | MyPa                 | VL                   | 11         | 3          | CF+CdL          | ?               | ?               | UCL                | 1                  | 0                  | -          | -          | -          | 12+    | 3+     |
| 2007                 | MyPa                 | VL                   | 19         | 2          | CF+CdL          | ?               | ?               | UCL                | 4                  | ?                  | -          | -          | -          | 23+    | 2+     |
| 2008                 | MyPa                 | VL                   | 24         | 3          | CF+CdL          | ?               | ?               | -                  | -                  | -                  | -          | -          | -          | 24+    | 3+     |
| Totale MyPa          | Totale MyPa          | Totale MyPa          | 97         | 11         |                 | ?               | ?               |                    | 9                  | ?                  |            | -          | -          | 106+   | 11+    |
| gen.-giu. 2009       | Zulte Waregem        | PL                   | 1          | 0          | CB              | ?               | ?               | -                  | -                  | -                  | -          | -          | -          | 1+     | 0+     |
| 2009-gen. 2010       | Zulte Waregem        | PL                   | 0          | 0          | CB              | ?               | ?               | -                  | -                  | -                  | -          | -          | -          | 0+     | 0+     |
| Totale Zulte Waregem | Totale Zulte Waregem | Totale Zulte Waregem | 1          | 0          |                 | ?               | ?               |                    | -                  | -                  |            | -          | -          | 1+     | 0+     |
| 2010                 | MP                   | Y                    | 12         | 1          | CF+CdL          | ?               | ?               | -                  | -                  | -                  | -          | -          | -          | 12+    | 1+     |
| Totale MP            | Totale MP            | Totale MP            | 21         | 2          |                 | ?               | ?               |                    | -                  | -                  |            | -          | -          | ?      | ?      |
| 2011                 | RoPS                 | VL                   | 20         | 4          | CF+CdL          | ?               | ?               | -                  | -                  | -                  | -          | -          | -          | 20+    | 4+     |
| 2012                 | RoPS                 | Y                    | 11         | 1          | CF+CdL          | ?               | ?               | -                  | -                  | -                  | -          | -          | -          | 11+    | 1+     |
| 2013                 | Haka                 | Y                    | 26         | 2          | CF+CdL          | 2+?             | 0+?             | -                  | -                  | -                  | -          | -          | -          | 28+    | 2+     |
| 2014                 | Haka                 | Y                    | 27         | 3          | CF+CdL          | 2+?             | 0+?             | -                  | -                  | -                  | -          | -          | -          | 29+    | 3+     |
| Totale Haka          | Totale Haka          | Totale Haka          | 53         | 5          |                 | 4+              | 0+              |                    | -                  | -                  |            | -          | -          | 57+    | 5+     |
| feb.-ago. 2015       | Fram Larvik          | 2D                   | 15         | 1          | CN              | 2               | 0               | -                  | -                  | -                  | -          | -          | -          | 17     | 1      |
| ago.-dic. 2015       | KTP                  | VL                   | 8          | 0          | CF+CdL          | -               | -               | -                  | -                  | -                  | -          | -          | -          | 8      | 0      |
| 2016                 | RoPS                 | VL                   | 0          | 0          | CF+CdL          | 0+2             | 0+1             | -                  | -                  | -                  | -          | -          | -          | 2      | 1      |
| Totale RoPS          | Totale RoPS          | Totale RoPS          | 31         | 5          |                 | ?               | ?               |                    | -                  | -                  |            | -          | -          | 33+    | 6+     |
| Totale               | Totale               | Totale               | 231        | 24         |                 | 8+              | 1+              |                    | 9                  | 0+                 |            | -          | -          | 248+   | 25+    |